# 宝兴茶藨子
宝兴茶藨子（学名：Ribes moupinense），为虎耳草科下的一个植物变种。